# Żemojdziuki
Żemojdziuki (lit. Žemaitiškės) − wieś na Litwie, w rejonie solecznickim, 4 km na zachód od Turgieli, zamieszkana przez 13 ludzi. Przed II wojną światową w Polsce, w powiecie wileńsko-trockim województwa wileńskiego.